# Буфало (Мисури)
Буфало (енгл. Buffalo) град је у америчкој савезној држави Мисури.

## Демографија
По попису из 2010. године број становника је 3.084, што је 303 (10,9%) становника више него 2000. године.
| Група             | 2000.         | 2010.         |
| Белци             | 2.674 (96,2%) | 2.898 (94,0%) |
| Афроамериканци    | 8 (0,3%)      | 9 (0,3%)      |
| Азијати           | 1 (0,0%)      | 6 (0,2%)      |
| Хиспаноамериканци | 35 (1,3%)     | 98 (3,2%)     |
| Укупно            | 2.781         | 3.084         |